# 두루미매
두루미매(Crane hawk)는 수리과에 속하는 맹금류의 일종이다. 두루미매속에 속하는 유일한 종이다.

## 분류학
두루미매는 최근에 하나로 뭉친 종들이 많았다. 지금은 그 종들을 아종으로 분류하고 있다. 하지만 임상적으로 색깔이 다양해서 이제는 하나의 종으로 분류하는 것이 일반적이다. 아프리카에는 아프리카매속 2종도 있는데, 형태적으로나 행동적으로 유사하지만 그다지 밀접한 관련이 없다. 이들은 수렴 진화의 좋은 예가 된다.

## 서식지 및 분포
두루미매는 숲 가장자리의 열대 저지대에서 발생하며 거의 항상 물과 밀접하게 연관되어 있다. 아르헨티나, 벨리즈, 볼리비아, 브라질, 콜롬비아, 코스타리카, 에콰도르, 엘살바도르, 프랑스령 기아나, 과테말라, 가이아나, 온두라스, 멕시코, 니카라과, 파나마, 파라과이, 페루, 수리남, 트리니다드 토바고, 우루과이, 베네수엘라에서 발견된다. 그들은 파괴적이고 지역적인 이주자로, 아마도 변화하는 물의 조건에 대응하여 이동하는 것 같다.

## 행동생태학
이 매들은 종종 횃대나 날개에서 스캔하여 먹이를 잡기 위해 아래로 뛰어내려 먹이를 잡아먹는다. 그러나 이 매들은 "이중 관절의" 타살 뼈를 가지고 있는 것으로 유명하며, 이는 나무 구멍으로 들어가 아프리카매속과 공유하는 특징이다. 이 매들의 주요 먹이는 작은 척추동물, 특히 설치류, 박쥐, 도마뱀, 뱀, 개구리 및 작은 새들(특히 앵무새와 딱따구리의 둥지)이지만, 이들은 더 큰 곤충(풍뎅이, 매미, 바퀴벌레), 거미, 기타 절지동물 및 달팽이를 먹는 것으로도 알려져 있다.
번식하는 동안 둥지는 나무 천개 안에 지어지는데, 종종 난초나 다른 착생식물들이 모여 있다. 둥지는 나무 위 10-25미터 어디에서나 얕은 잔가지이다. 알무더기는 보통 1~2개의 흰색 또는 푸른색을 띤 알이다.

## 보존
두루미매는 어디에서도 특별히 흔하지 않지만, 여전히 널리 분포한다. 그러나 멕시코와 엘살바도르에서는 멸종 위기에 처해 있으며, 아르헨티나에서는 낮은 위험에 처해 있는 것으로 간주된다.